# Mary Robinson (femme politique britannique)
Pour les articles homonymes, voir Mary Robinson (homonymie).
Mary Josephine Robinson (née le 23 août 1955) est une femme politique britannique du Parti conservateur. Elle est députée pour Cheadle de 2015 à 2024.

## Jeunesse
Marie est née le 23 août 1955. Elle poursuit des études de droit et travaille comme expert-comptable. Elle dirige un cabinet comptable à Preston appelé Robinson Rose Ltd avec son mari Stephen, qui est acquis par le groupe Champion en septembre 2008,. En novembre 2012, elle fonde l'entreprise de design de mode Mary Felicity Design Ltd avec sa fille Felicity ; bien que la société soit en sommeil, elle reste administratrice en 2018,,.
Elle se présente sans succès en tant que candidate conservatrice dans le quartier Howick & Priory pour le Conseil d'arrondissement de South Ribble à Preston en 2003 mais est ensuite élue dans le même quartier en 2007; son mari Stephen est également élu conseiller du même conseil à cette époque.

## Carrière parlementaire
Robinson est sélectionnée comme candidate du parti conservateur pour Cheadle en février 2013 et quitte son poste de conseiller du South Ribble Borough Council en mars 2013. Son mari démissionne également en tant que conseiller et lors des élections locales du 7 mai 2015, les libéraux-démocrates remportent l'un des sièges laissés vacants par le couple. Elle est élue députée pour Cheadle en 2015 avec un gain de 12,2% par rapport au député libéral démocrate sortant Mark Hunter.
Elle est opposée au Brexit avant le référendum de 2016.
Robinson conserve son siège aux élections générales de 2017 et aux élections de 2019 avec une majorité légèrement réduite. Malgré l'augmentation de sa part des voix à chaque fois depuis 2015, sa majorité est réduite en raison d'une augmentation plus importante des libéraux-démocrates.

## Vie privée
Elle est mariée à Stephen Robinson et ils ont quatre enfants. En mai 2016, son mari Stephen se présente comme candidat conservateur du quartier de Cheadle Hulme South au Stockport Metropolitan Borough Council, mais perd contre Mark Hunter, l'ancien député local que Mary Robinson avait battu en 2015.